# Contamine-Sarzin
Contamine-Sarzin – miejscowość i gmina we Francji, w regionie Owernia-Rodan-Alpy, w departamencie Górna Sabaudia.
Według danych na rok 1990 gminę zamieszkiwały 293 osoby, a gęstość zaludnienia wynosiła 43 osób/km² (wśród 2880 gmin regionu Rodan-Alpy Contamine-Sarzin plasuje się na 1336. miejscu pod względem liczby ludności, natomiast pod względem powierzchni na miejscu 1372.).